# Victor Lindgren
Victor Lindgren, född 16 maj 2003 i Sjöbo, är en svensk sportskytt som tävlar i luftgevär.
Lindgren är uppväxt i Sjöbo men flyttade i tonåren till Sävsjö för att gå på skyttegymnasiet på Aleholmsgymnasiet. Hans två äldre syskon har även de ägnat sig åt skytte. Vid sidan av skyttekarriären arbetar han som svetsare i Sävsjö.

## Karriär
Lindgren tävlar främst i luftgevär 10 meter men sedan 2022 har han även inlett en satsning på 50 meter. Han tränas av Paul Larm och Anna Normann.
Lindgren tog guld på luftgevär 10 meter vid Europamästerskapen för juniorer i Tallinn år 2023. Samma år tog han guld i samma disciplin på världsmästerskapen i Baku. Guldet väckte uppmärksamhet då det var det första svenska VM-guldet på seniorsidan i en olympisk skyttedisciplin på 40 år, och den största framgången sedan Jonas Edmans OS-guld på 50 meter gevär i Sydney 2000. Han kom till VM som rankad 102:a av 131 startande.
Lindgren tog silver i tio meter luftgevär vid OS i Paris 2024, 0,8 poäng efter vinnaren Sheng Lihao som satte olympiskt rekord.
År 2023 tilldelades han Svenska Dagbladets idrottsstipendium, även kallat Lilla bragdguldet. Samma år nominerades han till både Jerringpriset och som Årets nykomling på Idrottsgalan. Efter OS-silvret 2024 nominerades han återigen till Jerringpriset men även till Årets manlige idrottare vid Svenska Idrottsgalan. Han var även kandidat till Bragdguldet.